# Ernesto Martínez Ataz
Ernesto Martínez Ataz (Murcia, 1950) es un químico y catedrático español, rector de la Universidad de Castilla-La Mancha entre 2003 y 2011. Licenciado en Ciencias Químicas por la Universidad de Murcia (1972) y doctor en Ciencias Químicas por la Universidad Complutense de Madrid en 1977, con la calificación de “sobresaliente cum laude”.
Realizó su tesis doctoral en el Instituto de Química-Física Rocasolano del Consejo Superior de Investigaciones Científicas y una estancia postdoctoral de dos años en las  Universidades de Londres (Queen Mary College) y Cambridge (Physical Chemistry Laboratory).

## Biografía
Obtuvo la plaza de profesor titular adjunto, en la disciplina “Estructura Atómico Molecular y Espectrografía” en octubre de 1982, y como catedrático de Universidad del área de Química Física en marzo de 1986 (Universidad del País Vasco). Se trasladó como catedrático de Universidad de Castilla-La Mancha, en agosto de 1988.
Ha sido vicerrector de Profesorado (1992-1998) y vicerrector Primero y de Nuevas Enseñanzas desde 1998 hasta el 6 de octubre de 2003, y rector de la Universidad de Castilla-La Mancha, desde diciembre de 2003 hasta el 20 de diciembre 2011.
Debido a su reconocido prestigio científico, ha sido, a nivel nacional, vocal ponente de Química de la “Agencia Nacional de Evaluación y Prospectiva” (ANEP); vocal y presidente del “Comité Asesor de Química” de la Comisión Nacional Evaluadora de la Actividad Investigadora (CNEAI).
Presidente de la Comisión Sectorial de Gerentes de la Conferencia de Rectores de las Universidades Españolas, durante los años 2006-2011. Miembro del Consejo de Administración de Portal Universia, S.A. (2008-2011). Presidente Fundador de AUGE (Agencia Universitaria para la Gestión del Conocimiento) 2011.
Distinción como doctor honoris causa, por la Universidad Nacional de Piura (Perú), en el año 2006; por la Universidad Nacional de la Amazonía Peruana y por la Universidad Ricardo Palma (Perú), en el año 2007, doctor honoris causa por la Universidad Nacional de Ingeniería, en el año 2010 y doctor honoris causa por la Universidad Nacional de Trujillo, en el año 2012.
Distinción de primer grado del Libertador Simón Bolivar, por la Universidad Nacional de Trujillo, en el año 2006. Distinción de honor, por la Universidad Técnica de Cotopaxi (Ecuador), en el año 2008. Distinción como visitante distinguido por la Universidad Nacional de Córdoba (Argentina).
Su experiencia investigadora se centra en los últimos 35 años en la espectroscopia láser, reacciones rápidas en fase gaseosa y estudios de química atmosférica y contaminación atmosférica.
Es autor de más de 135 publicaciones científicas, publicadas en revistas internacionales de reconocido prestigio, como: Journal Atmospheric Chemistry, Environmental Science & Technology, Journal of Physical Chemistry A, Atmospheric Chemistry and Physics, Physical Chemistry Chemical Physics, Atmospheric Environment…
Es en la actualidad director del Instituto de Investigación en Combustión y Contaminación Atmosférica de la Universidad de Castilla-La Mancha.